# Capital (departamento de Catamarca)
Capital é um departamento da Argentina, localizado na
província de Catamarca.